# یواس‌اس ردفورد (دی‌دی-۴۴۶)
یواس‌اس ردفورد (دی‌دی-۴۴۶) (به انگلیسی: USS Radford (DD-446)) یک کشتی بود که طول آن ۳۷۶ فوت ۵ اینچ (۱۱۴٫۷۳ متر) بود. این کشتی در سال ۱۹۴۲ ساخته شد.